# 赵之谦
赵之谦（1829年—1884年），初字益甫，号冷君；后改字撝叔，号悲庵、梅庵、鐵三、悲盦、無悶、 冷君、憨寮、悲翁、思悲翁等，堂號為二金蝶堂，書齋名有仰視千七百二十九鶴齋、苦兼室、悔讀齋、坎寮等。浙江绍兴人，清朝书画家、篆刻家。
赵之谦的篆刻成就巨大。近代的吴昌硕、齐白石等大师都从他处受惠良多。

## 生平
赵之谦生于道光九年（1829年）7月9日，初，家境尚好，少年时期家道中落。20岁考中秀才。咸丰九年（1859年）考中浙江乡试举人。次年，太平天国之亂爆发，战乱暂时扰断了他的科举梦。
在此期间他家破人亡，多年的文物珍藏和大量作品也因战火流失殆尽。此后他进京赶考屡试不第，遂绝功名之心，呈请替补为江西候补知县。46岁时再娶，复得子女。
任鄱阳、奉新、南城知县，1884年（光绪十年）10月1日，积劳成疾卒于任上。享年56岁。
葬于杭州西湖丁家山麓，墓已毁，留墓址。

## 作品
- 《六朝别字记》
- 《补寰宇访碑录》
- 《国朝汉学师承续记》
- 《悲盦居士文存》
- 《悲盦居士诗誊》

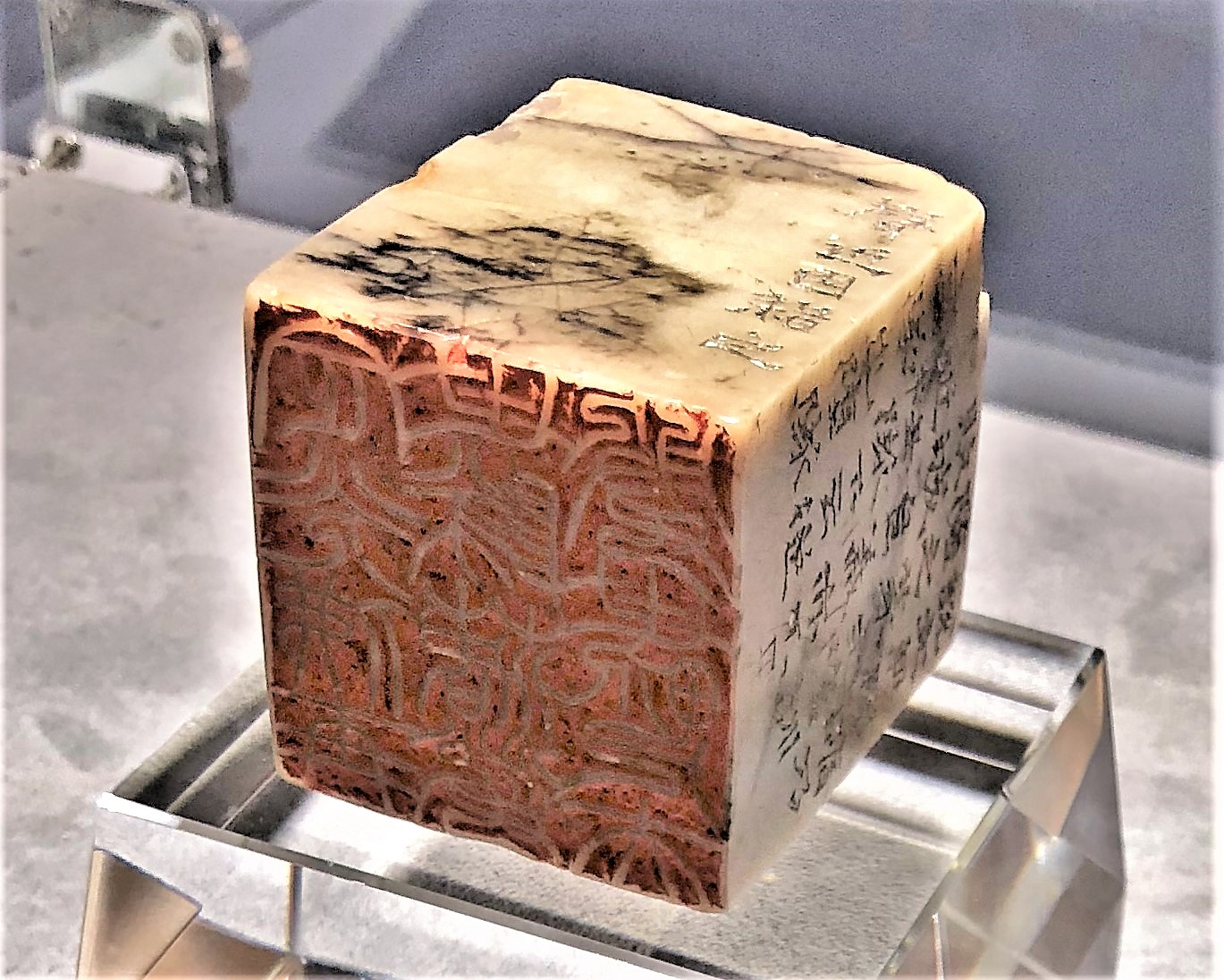
赵之谦刻 青田石自用印章

- 《二金蝶堂印稿》，赵之谦好友胡澍于同治二年（一八六三）辑拓，是谱收录印章由赵氏为沉韵初和魏稼孙所製印钤拓而成
- 《二金蝶堂印谱》由清末浙江绍兴著名篆刻收藏家傅栻于光绪三年（一八七七），遍访友人所藏及自藏赵之谦治印钤拓而成
- 趙之謙的作品後來被日本三井集團的河井仙郎大量收集，於二次大戰時，因為廣島原子彈投擲毀損百餘件。[1]

## 圖集

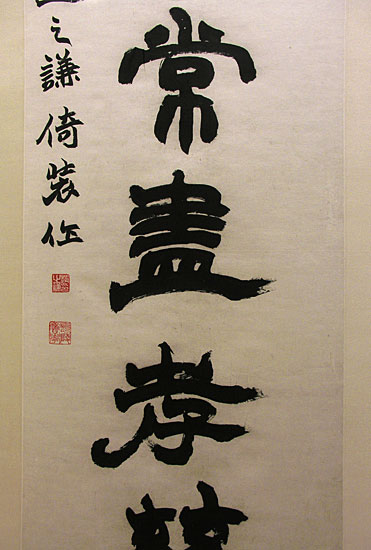
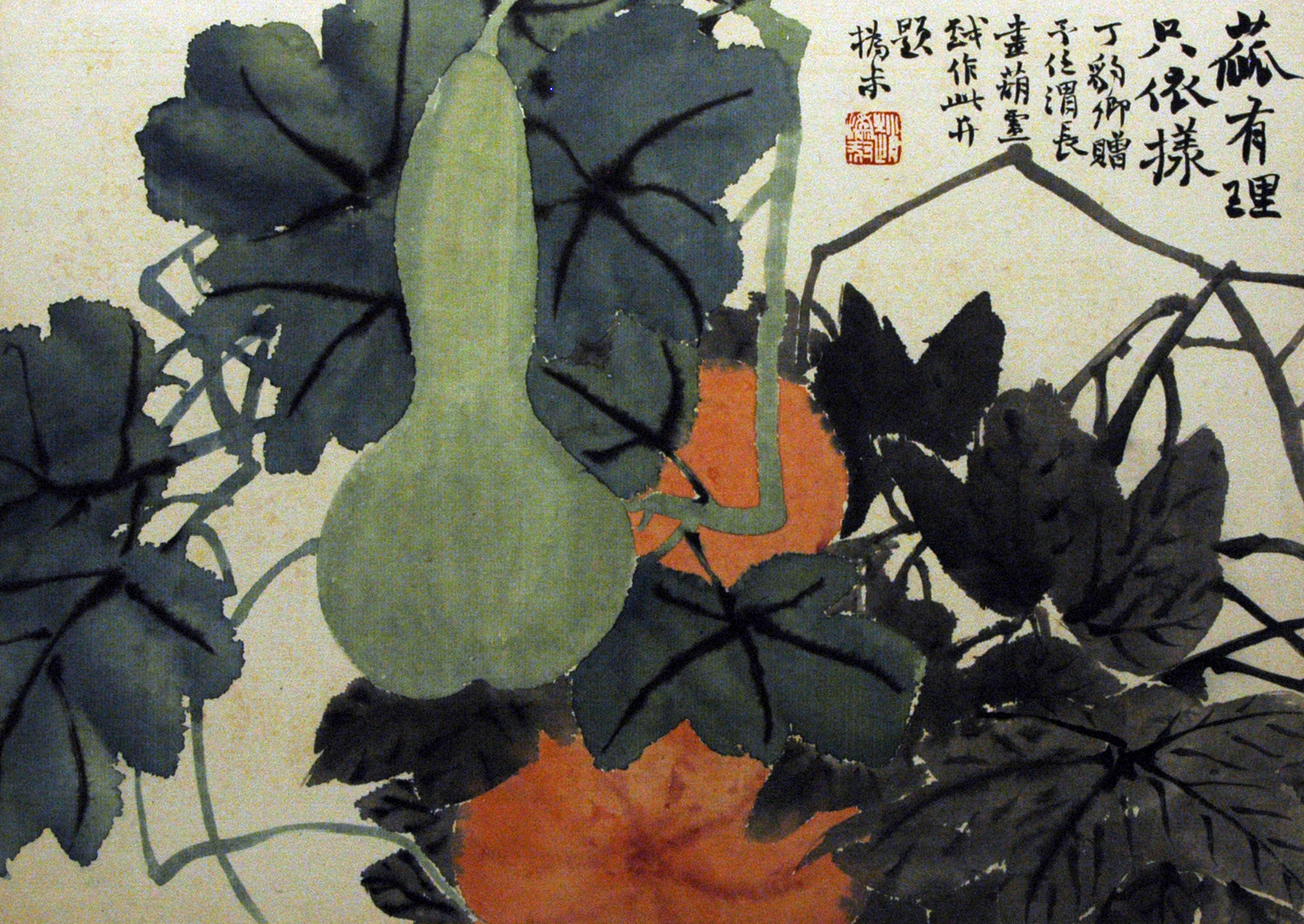
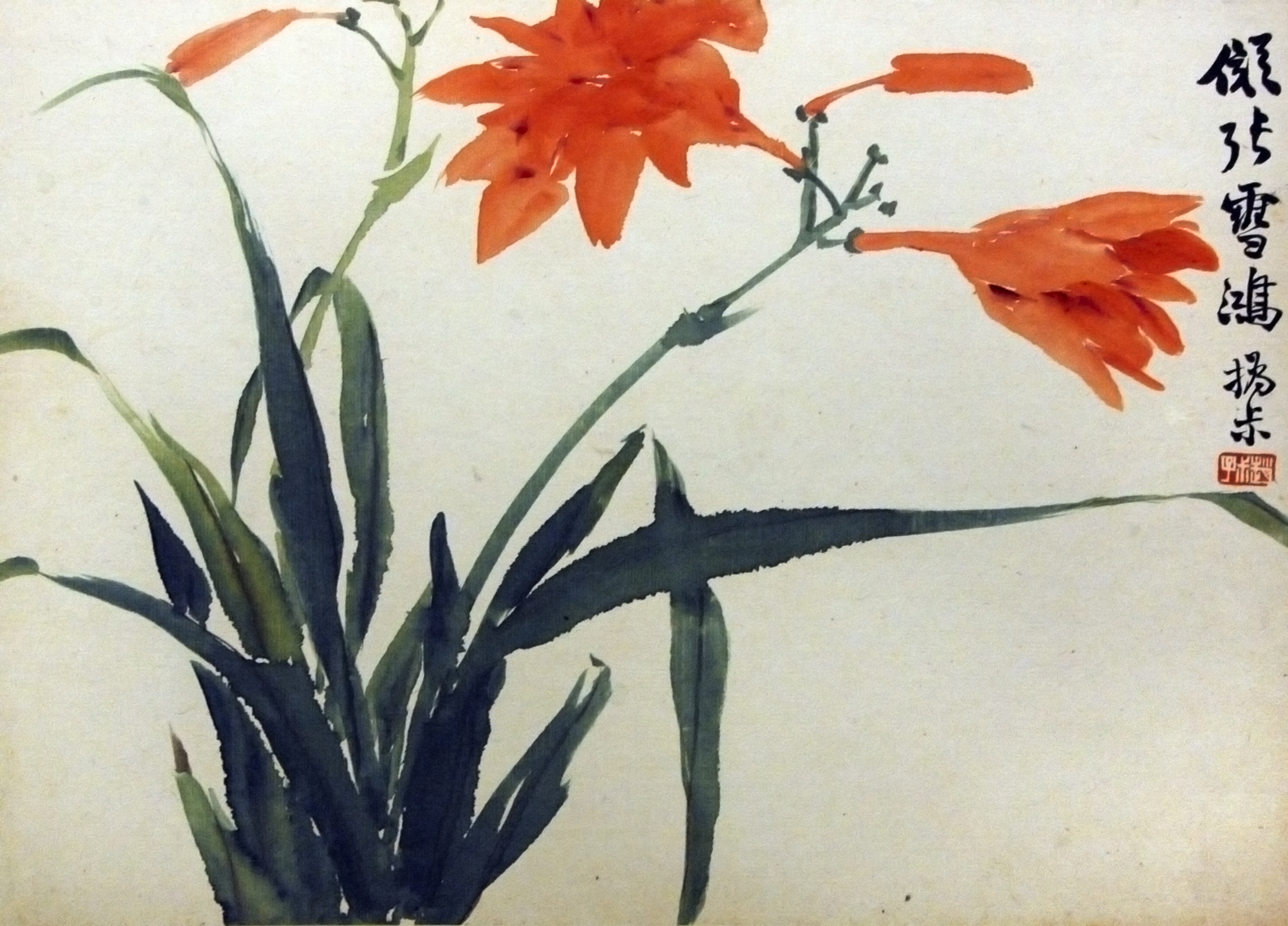
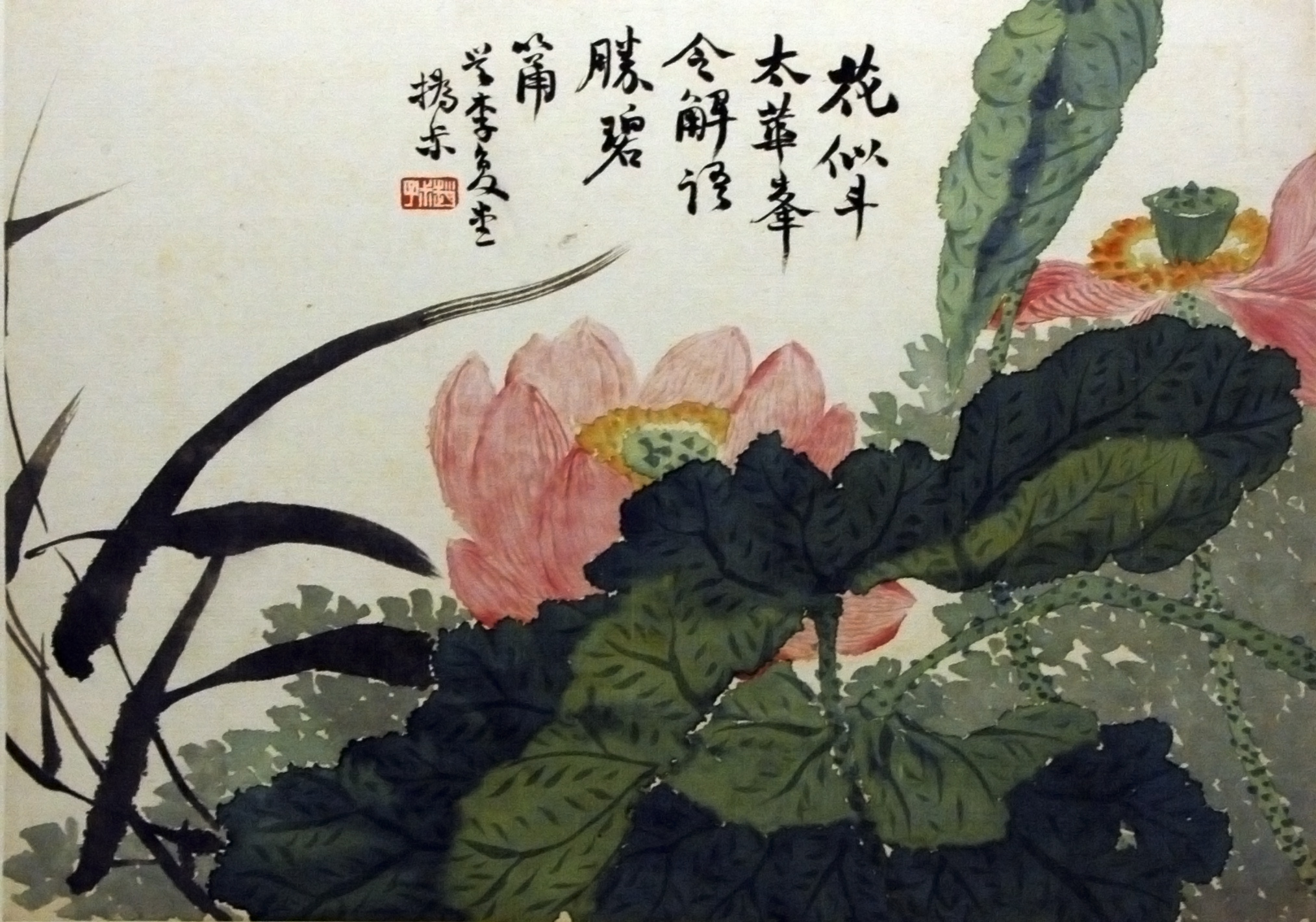
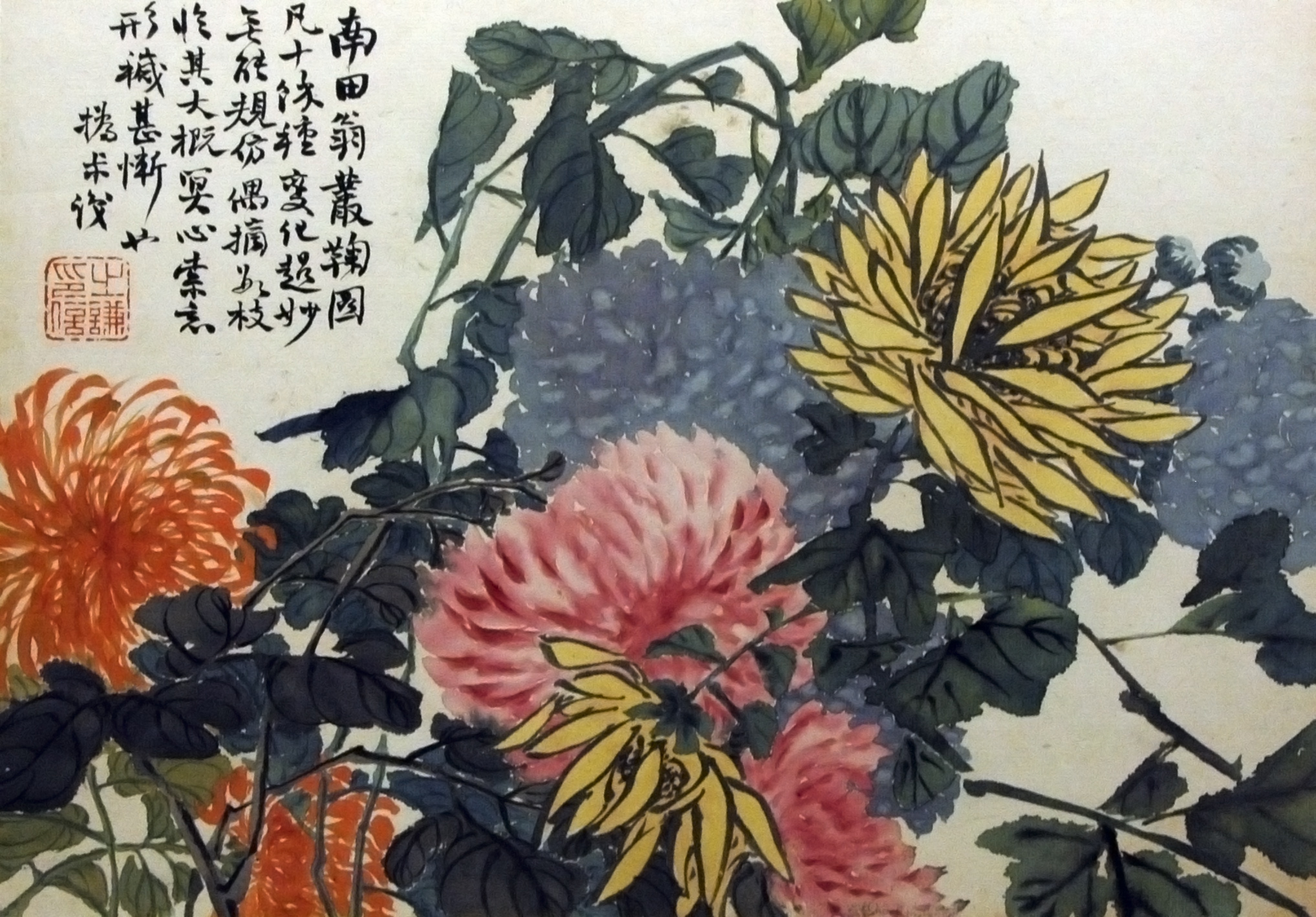

## 外部鏈接
- 作品100幅 （页面存档备份，存于）